# Dameneishockey-Bundesliga 2008/09
Die Dameneishockey-Bundesliga der Saison 2007/08 wurde in einer einfachen Hin- und Rückrunde mit anschließenden Playoffs ausgespielt. Titelverteidiger waren die DEC Dragons Klagenfurt, die jedoch vom HK Triglav abgelöst wurden. Die Staatsmeisterschaft gewann der EC The Ravens Salzburg.

## Staatsmeisterschaft
Die Staatsmeisterschaft wurde unter den zwei österreichischen Mannschaften der Elite Women’s Hockey League sowie dem DEC Dragons Klagenfurt und den Gipsy Girls Villach in einer einfachen Hin- und Rückrunde inklusive Playoffs ausgespielt. Dabei zählten die DEBL-Ergebnisse zwischen Villach und Klagenfurt auch für die Staatsmeisterschaft.

### Grunddurchgang
| Platz | Team                    | Spiele | S3 | S2 | N1 | N | Tore  | Punkte |
| ----- | ----------------------- | ------ | -- | -- | -- | - | ----- | ------ |
| 1.    | EC The Ravens Salzburg  | 6      | 6  | 0  | 0  | 0 | 73:10 | 18     |
| 2.    | SG Sabres/Flyers United | 6      | 4  | 0  | 0  | 2 | 54:15 | 12     |
| 3.    | DEC Dragons Klagenfurt  | 6      | 1  | 0  | 0  | 5 | 11:38 | 3      |
| 4.    | Gipsy Girls Villach     | 6      | 1  | 0  | 0  | 5 | 11:86 | 3      |

### Playoffs
- Serie um Bronze

DEC Dragons Klagenfurt vs. Gipsy Girls Villach: 2:0 (4:2, 3:2)

#### Finale
Das Finale wurde im Modus Best-of-Three ausgespielt.
- 7. März 2009  EC The Ravens Salzburg –  SG Sabres/Flyers United 6:3 (1:0, 4:1, 1:2)
- 14. März 2009 SG Sabres/Flyers United – EC The Ravens Salzburg 1:3 (0:1, 0:2, 1:0)

### Meisterschaftsendstand
1. The Ravens Salzburg
2. SG Sabres/Flyers United
3. DEC Dragons Klagenfurt
4. Gipsy Girls Villach

### Beste Scorer
Quelle: eliteprospects.com; Abkürzungen:  Sp = Spiele, T = Tore, V = Assists, Pkt = Punkte, +/− = Plus/Minus, SM = Strafminuten; Fett:  Bestwert
| Spieler                 | Mannschaft              | Sp | T  | V  | Pkt | SM | +/− |
| ----------------------- | ----------------------- | -- | -- | -- | --- | -- | --- |
| Lisa Schuster           | EC The Ravens Salzburg  | 8  | 22 | 8  | 30  | 0  | +29 |
| Marie-Hélène Desrosiers | EC The Ravens Salzburg  | 8  | 9  | 17 | 26  | 6  | +26 |
| Janine Weber            | EC The Ravens Salzburg  | 7  | 10 | 15 | 25  | 2  | +26 |
| Esther Kantor           | SG Sabres/Flyers United | 7  | 17 | 6  | 23  | 10 | +28 |
| Adrienne Vanderzalm     | EC The Ravens Salzburg  | 8  | 7  | 13 | 20  | 6  | +29 |
| Claudia Wirl            | EC The Ravens Salzburg  | 7  | 7  | 12 | 19  | 6  | +24 |
| Kelly Graw              | SG Sabres/Flyers United | 8  | 8  | 10 | 18  | 4  | +19 |
| Victoria Hummel         | SG Sabres/Flyers United | 8  | 7  | 9  | 16  | 6  | +21 |
| Jen Cabana              | SG Sabres/Flyers United | 8  | 7  | 6  | 13  | 2  | +9  |
| Alessandra Lopez        | Gipsy Girls Villach     | 8  | 10 | 2  | 12  | 2  | −35 |

## Dameneishockey-Bundesliga

### Grunddurchgang
| Platz | Team                   | Spiele | S3 | S2 | N1 | N  | Tore   | Punkte |
| ----- | ---------------------- | ------ | -- | -- | -- | -- | ------ | ------ |
| 1.    | HK Triglav             | 14     | 13 | 1  | 0  | 0  | 72: 26 | 41     |
| 2.    | DEC Dragons Klagenfurt | 14     | 11 | 0  | 0  | 3  | 57: 29 | 33     |
| 3.    | Neuberg Highlanders    | 14     | 9  | 0  | 1  | 4  | 60: 27 | 28     |
| 4.    | SPG Kitzbühel/Salzburg | 14     | 7  | 1  | 0  | 6  | 51: 34 | 23     |
| 5.    | Gipsy Girls Villach    | 14     | 5  | 0  | 0  | 9  | 43: 68 | 15     |
| 6.    | Vienna Flyers II       | 14     | 2  | 2  | 1  | 10 | 31: 53 | 11     |
| 7.    | 1. DEC Devils Graz     | 14     | 3  | 0  | 2  | 9  | 24: 60 | 11     |
| 8.    | Red Angels Innsbruck   | 14     | 1  | 1  | 1  | 11 | 31: 72 | 6      |

### Play-offs
|  | Halbfinale | Halbfinale             | Halbfinale |  |  | Finale | Finale              | Finale |
|  |            |                        |            |  |  |        |                     |        |
|  |            |                        |            |  |  |        |                     |        |
|  | 1          | HK Merkur Triglav      | 2          |  |  |        |                     |        |
|  | 4          | SPG Kitzbühel/Salzburg | 0          |  |  |        |                     |        |
|  |            |                        |            |  |  | 1      | HK Merkur Triglav   | 2      |
|  |            |                        |            |  |  | 2      | Neuberg Highlanders | 1      |
|  | 2          | DEC Dragons Klagenfurt | 1          |  |  |        |                     |        |
|  | 3          | Neuberg Highlanders    | 2          |  |  |        |                     |        |
|  |            |                        |            |  |  |        |                     |        |

#### Halbfinale
- HK Merkur Triglav vs. SPG Kitzbühel/Salzburg: 2:0 (7:0, 4:1)
- DEC Dragons Klagenfurt vs. Neuberg Highlanders: 1:2(5:3, 0:3, 2:8)

#### Finale
- HK Merkur Triglav – Neuberg Highlanders 5:7 (1:1, 3:5, 1:1)
- Neuberg Highlanders: HK Merkur Triglav 1:2 n. P. (1:0, 0:0, 0:1, 0:0, 0:1)
- HK Merkur Triglav – Neuberg Highlanders 3:1 (1:0, 1:1, 1:1)

Der HK Merkur Triglav gewann im dritten Finalspiel gegen die Neuberg Highlanders vor etwa 400 Zuschauern mit 3:1 und sicherte sich so den DEBL-Titel.

#### Spiel um Platz 3
- DEC Dragons Klagenfurt vs. SPG Kitzbühel/Salzburg: 0:1 (2:5)

### Meisterschaftsendstand
1. HK Merkur Triglav
2. Neuberg Highlanders
3. SPG Kitzbühel/Salzburg
4. DEC Dragons Klagenfurt
5. Gipsy Girls Villach
6. EHC Vienna Flyers II
7. 1. DEC Devils Graz
8. Red Angels Innsbruck

### Statistik
| 1 | Špela Hafner      | Triglav | 19 | 36 | 24 | 60 | 28 |
| 2 | Nataša Pagon      | Triglav | 19 | 24 | 34 | 58 | 24 |
| 3 | Inguna Lukašēviča | Neuberg | 20 | 16 | 24 | 40 | 52 |
| 4 | Špela Hribar      | Triglav | 15 | 17 | 18 | 35 | 26 |
| 5 | Māra Trēziņa      | Neuberg | 19 | 15 | 18 | 33 | 36 |

| Torhüter | Torhüter         | Torhüter           | Torhüter | Torhüter | Torhüter | Torhüter | Torhüter | Torhüter | Torhüter | Torhüter | Torhüter | Torhüter |
| Rk       | Spieler          | Team               | GP       | W        | T        | L        | MIP      | GA       | GAA      | SOG      | SVS%     | SO       |
| -------- | ---------------- | ------------------ | -------- | -------- | -------- | -------- | -------- | -------- | -------- | -------- | -------- | -------- |
| 1        | Hedvika Korbar   | Triglav            | 16       | 14       | 2        | 0        | 881      | 22       | 1.50     | 474      | 95.36    | 1        |
| 2        | Bianca Feeberger | Neuberg            | 18       | 10       | 2        | 6        | 1055     | 42       | 2.39     | 552      | 92.39    | 3        |
| 3        | Nicole Arnberger | Vienna Flyers      | 13       | 2        | 3        | 6        | 740      | 37       | 3.00     | 425      | 91.29    | 0        |
| 4        | Jessie Mykula    | Devils Graz        | 12       | 2        | 2        | 8        | 726      | 48       | 3.97     | 535      | 91.03    | 1        |
| 5        | Christine Geiger | Dragons Klagenfurt | 17       | 12       | 0        | 5        | 923      | 39       | 2.54     | 396      | 90.15    | 1        |

## DEBL 2
| Platz | Team                  | Spiele | S3 | S2 | N1 | N | Tore  | Punkte |
| ----- | --------------------- | ------ | -- | -- | -- | - | ----- | ------ |
| 1.    | HK Celje              | 10     | 10 | 0  | 0  | 0 | 87:06 | 30     |
| 2.    | EHV Sabres Wien II    | 10     | 4  | 2  | 0  | 4 | 30:45 | 16     |
| 3.    | DEC Klagenfurt II     | 10     | 4  | 0  | 0  | 6 | 29:31 | 12     |
| 4.    | Tornados IceCats Linz | 10     | 2  | 3  | 0  | 5 | 19:40 | 12     |
| 5.    | 1. DEC Devils Graz II | 10     | 3  | 0  | 2  | 5 | 22:38 | 11     |
| 6.    | Vienna Flyers II      | 10     | 2  | 0  | 3  | 5 | 22:49 | 9      |